# Grand Prix Belgii 2007

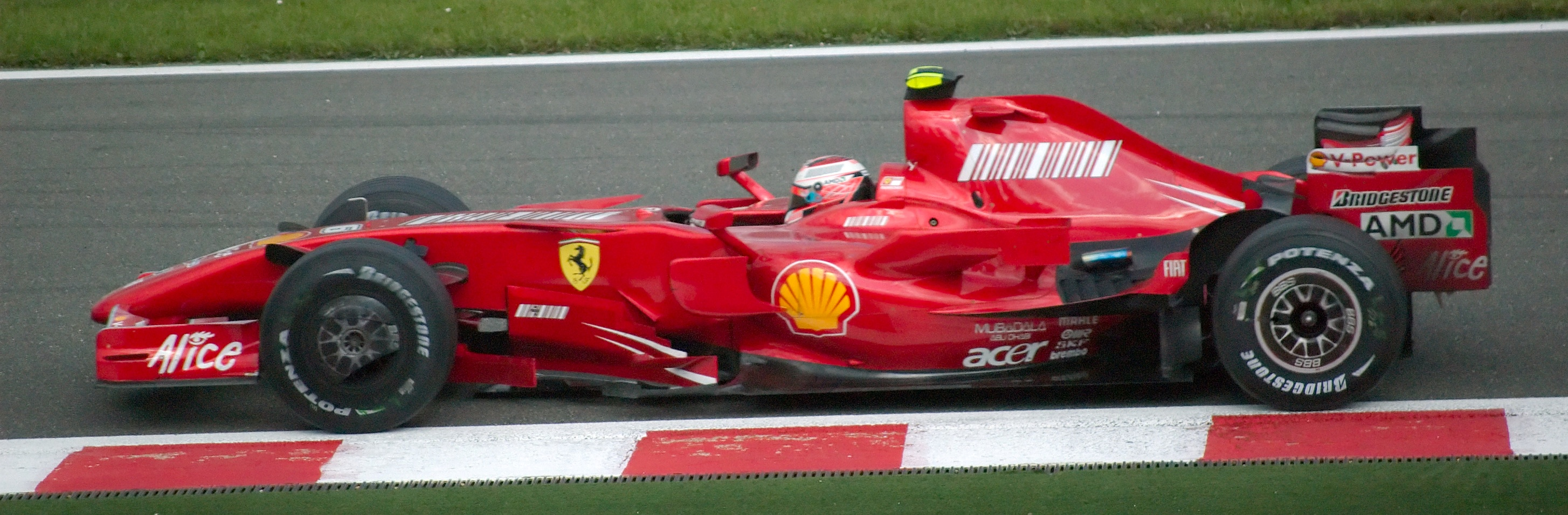
Kimi Räikkönen podczas Grand Prix Belgii 2007

Wyniki Grand Prix Belgii, czternastej rundy Mistrzostw Świata Formuły 1 w sezonie 2007.

## Wyniki

### Sesje treningowe
| Sesja | Nr | Kierowca        | Konstruktor      | Czas     | Okr. |
| ----- | -- | --------------- | ---------------- | -------- | ---- |
| 1     | 6  | Kimi Räikkönen  | Ferrari          | 1:47.339 | 16   |
| 2     | 1  | Fernando Alonso | McLaren-Mercedes | 1:46.654 | 29   |
| 3     | 6  | Kimi Räikkönen  | Ferrari          | 1:46.137 | 17   |

### Kwalifikacje
| Poz. | Nr | Kierowca             | Konstruktor        | Q1       | Q2       | Q3       | Poz. s. |
| --- | --- | -------------------- | ------------------ | -------- | -------- | -------- | ------- |
| 1 | 6 | Kimi Räikkönen       | Ferrari            | 1:46.242 | 1:45.070 | 1:45.994 | 1       |
| 2 | 5 | Felipe Massa         | Ferrari            | 1:46.060 | 1:45.173 | 1:46.011 | 2       |
| 3 | 1 | Fernando Alonso      | McLaren-Mercedes   | 1:46.058 | 1:45.442 | 1:46.091 | 3       |
| 4 | 2 | Lewis Hamilton       | McLaren-Mercedes   | 1:46.437 | 1:45.132 | 1:46.406 | 4       |
| 5 | 10 | Robert Kubica        | BMW Sauber         | 1:46.707 | 1:45.885 | 1:46.996 | 14      |
| 6 | 16 | Nico Rosberg         | Williams-Toyota    | 1:46.950 | 1:46.469 | 1:47.334 | 5       |
| 7 | 9 | Nick Heidfeld        | BMW Sauber         | 1:46.923 | 1:45.994 | 1:47.409 | 6       |
| 8 | 15 | Mark Webber          | Red Bull-Renault   | 1:47.084 | 1:46.426 | 1:47.524 | 7       |
| 9 | 12 | Jarno Trulli         | Toyota             | 1:47.143 | 1:46.480 | 1:47.798 | 8       |
| 10 | 4 | Heikki Kovalainen    | Renault            | 1:46.971 | 1:46.240 | 1:48.505 | 9       |
| 11 | 3 | Giancarlo Fisichella | Renault            | 1:47.143 | 1:46.603 |          | PIT     |
| 12 | 11 | Ralf Schumacher      | Toyota             | 1:47.300 | 1:46.618 |          | 10      |
| 13 | 14 | David Coulthard      | Red Bull-Renault   | 1:47.340 | 1:46.800 |          | 11      |
| 14 | 7 | Jenson Button        | Honda              | 1:47.474 | 1:46.955 |          | 12      |
| 15 | 18 | Vitantonio Liuzzi    | Toro Rosso-Ferrari | 1:47.576 | 1:47.115 |          | 13      |
| 16 | 17 | Alexander Wurz       | Williams-Toyota    | 1:47.522 | 1:47.394 |          | 15      |
| 17 | 19 | Sebastian Vettel     | Toro Rosso-Ferrari | 1:47.581 |          |          | 16      |
| 18 | 8 | Rubens Barrichello   | Honda              | 1:47.954 |          |          | 17      |
| 19 | 22 | Takuma Satō          | Super Aguri-Honda  | 1:47.980 |          |          | 18      |
| 20 | 20 | Adrian Sutil         | Spyker-Ferrari     | 1:48.044 |          |          | 19      |
| 21 | 23 | Anthony Davidson     | Super Aguri-Honda  | 1:48.199 |          |          | PIT     |
| 22 | 21 | Sakon Yamamoto       | Spyker-Ferrari     | 1:49.577 |          |          | 21      |
| Poz. | Nr | Kierowca             | Konstruktor        | Q1       | Q2       | Q3       | Poz. s. |
| \| Legenda \| Legenda \| \| ------------------------ \| ---------------------------------------------------------------------------------------------------------------------------------------------------------------------------------------------------------------------------------------------------------------- \| \| Poz. Nr Q1 Q2 Q3 Poz. s. \| Pozycja zajęta w sesji kwalifikacyjnej Numer startowy kierowcy Wynik uzyskany w pierwszej części kwalifikacji Wynik uzyskany w drugiej części kwalifikacji Wynik uzyskany w trzeciej części kwalifikacji Pozycja startowa po uwzględnięniu kar, przesunięć, itp. \| | |                      |                    |          |          |          |         |
| Legenda | |                      |                    |          |          |          |         |
| Poz. Nr Q1 Q2 Q3 Poz. s. | Pozycja zajęta w sesji kwalifikacyjnej Numer startowy kierowcy Wynik uzyskany w pierwszej części kwalifikacji Wynik uzyskany w drugiej części kwalifikacji Wynik uzyskany w trzeciej części kwalifikacji Pozycja startowa po uwzględnięniu kar, przesunięć, itp. |                      |                    |          |          |          |         |

### Wyścig
| P                 | + / –     | Nr | Kierowca             | Konstruktor        | Okr. | Czas / Strata | Komentarz         |
| ----------------- | --------- | -- | -------------------- | ------------------ | ---- | ------------- | ----------------- |
| 1                 | Bez zmian | 6  | Kimi Räikkönen       | Ferrari            | 44   | 1h20:39.066   |                   |
| 2                 | Bez zmian | 5  | Felipe Massa         | Ferrari            | 44   | +0:04.695     |                   |
| 3                 | Bez zmian | 1  | Fernando Alonso      | McLaren-Mercedes   | 44   | +0:14.343     |                   |
| 4                 | Bez zmian | 2  | Lewis Hamilton       | McLaren-Mercedes   | 44   | +0:23.615     |                   |
| 5                 | 1         | 9  | Nick Heidfeld        | BMW Sauber         | 44   | +0:51.879     |                   |
| 6                 | 1         | 16 | Nico Rosberg         | Williams-Toyota    | 44   | +1:16.876     |                   |
| 7                 | Bez zmian | 15 | Mark Webber          | Red Bull-Renault   | 44   | +1:20.639     |                   |
| 8                 | 1         | 4  | Heikki Kovalainen    | Renault            | 44   | +1:25.106     |                   |
| 9                 | 5         | 10 | Robert Kubica        | BMW Sauber         | 44   | +1:25.661     |                   |
| 10                | Bez zmian | 11 | Ralf Schumacher      | Toyota             | 44   | +1:28.558     |                   |
| 11                | 3         | 12 | Jarno Trulli         | Toyota             | 44   | +1:43.633     |                   |
| 12                | 1         | 18 | Vitantonio Liuzzi    | Toro Rosso-Ferrari | 43   | +1 okr.       |                   |
| 13                | 4         | 8  | Rubens Barrichello   | Honda              | 43   | +1 okr.       |                   |
| 14                | 5         | 20 | Adrian Sutil         | Spyker-Ferrari     | 43   | +1 okr.       |                   |
| 15                | 3         | 22 | Takuma Satō          | Super Aguri-Honda  | 43   | +1 okr.       |                   |
| 16                | 4         | 23 | Anthony Davidson     | Super Aguri-Honda  | 43   | +1 okr.       |                   |
| 17                | 4         | 21 | Sakon Yamamoto       | Spyker-Ferrari     | 43   | +1 okr.       |                   |
| Niesklasyfikowani |           |    |                      |                    |      |               |                   |
|                   |           | 7  | Jenson Button        | Honda              | 36   |               | hydraulika        |
|                   |           | 17 | Alexander Wurz       | Williams-Toyota    | 34   |               | ciśnienie paliwa  |
|                   |           | 14 | David Coulthard      | Red Bull-Renault   | 29   |               | hydraulika        |
|                   |           | 19 | Sebastian Vettel     | Toro Rosso-Ferrari | 8    |               | układ kierowniczy |
|                   |           | 3  | Giancarlo Fisichella | Renault            | 1    |               | wypadek           |
| P                 | + / –     | Nr | Kierowca             | Konstruktor        | Okr. | Czas / Strata | Komentarz         |

### Najszybsze okrążenie
| Nr | Kierowca     | Konstruktor | Czas     | Okr. |
| -- | ------------ | ----------- | -------- | ---- |
| 5  | Felipe Massa | Ferrari     | 1:48.036 | 34   |

## Lista startowa
| Nr | Kierowca             | Zespół                      | Samochód         | Silnik                       | Opony |
| -- | -------------------- | --------------------------- | ---------------- | ---------------------------- | ----- |
| 1  | Fernando Alonso      | Vodafone McLaren Mercedes   | McLaren MP4-22   | Mercedes-Benz FO108T 2,4l V8 | B     |
| 2  | Lewis Hamilton       | Vodafone McLaren Mercedes   | McLaren MP4-22   | Mercedes-Benz FO108T 2,4l V8 | B     |
| 3  | Giancarlo Fisichella | ING Renault F1 Team         | Renault R27      | Renault RS27 2,4l V8         | B     |
| 4  | Heikki Kovalainen    | ING Renault F1 Team         | Renault R27      | Renault RS27 2,4l V8         | B     |
| 5  | Felipe Massa         | Scuderia Ferrari Marlboro   | Ferrari F2007    | Ferrari 056 2,4l V8          | B     |
| 6  | Kimi Räikkönen       | Scuderia Ferrari Marlboro   | Ferrari F2007    | Ferrari 056 2,4l V8          | B     |
| 7  | Jenson Button        | Honda Racing F1 Team        | Honda RA107      | Honda RA807E 2,4l V8         | B     |
| 8  | Rubens Barrichello   | Honda Racing F1 Team        | Honda RA107      | Honda RA807E 2,4l V8         | B     |
| 9  | Nick Heidfeld        | BMW Sauber F1 Team          | BMW Sauber F1.07 | BMW P86/7 2,4l V8            | B     |
| 10 | Robert Kubica        | BMW Sauber F1 Team          | BMW Sauber F1.07 | BMW P86/7 2,4l V8            | B     |
| 11 | Ralf Schumacher      | Panasonic Toyota Racing     | Toyota TF107     | Toyota RVX-07 2,4l V8        | B     |
| 12 | Jarno Trulli         | Panasonic Toyota Racing     | Toyota TF107     | Toyota RVX-07 2,4l V8        | B     |
| 14 | David Coulthard      | Red Bull Racing             | Red Bull RB3     | Renault RS27 2,4l V8         | B     |
| 15 | Mark Webber          | Red Bull Racing             | Red Bull RB3     | Renault RS27 2,4l V8         | B     |
| 16 | Nico Rosberg         | AT&T Williams               | Williams FW29    | Toyota RVX-07 2,4l V8        | B     |
| 17 | Alexander Wurz       | AT&T Williams               | Williams FW29    | Toyota RVX-07 2,4l V8        | B     |
| 18 | Vitantonio Liuzzi    | Scuderia Toro Rosso         | Toro Rosso STR2  | Ferrari 056 2,4l V8          | B     |
| 19 | Sebastian Vettel     | Scuderia Toro Rosso         | Toro Rosso STR2  | Ferrari 056 2,4l V8          | B     |
| 20 | Adrian Sutil         | Etihad Aldar Spyker F1 Team | Spyker F8-VII    | Ferrari 056 2,4l V8          | B     |
| 21 | Sakon Yamamoto       | Etihad Aldar Spyker F1 Team | Spyker F8-VII    | Ferrari 056 2,4l V8          | B     |
| 22 | Takuma Satō          | Super Aguri F1              | Super Aguri SA07 | Honda RA807E 2,4l V8         | B     |
| 23 | Anthony Davidson     | Super Aguri F1              | Super Aguri SA07 | Honda RA807E 2,4l V8         | B     |
| Nr | Kierowca             | Zespół                      | Samochód         | Silnik                       | Opony |

## Klasyfikacja po wyścigu

### Kierowcy
| P                 | +/− | Kierowca             | Starty | Punkty | P1 | P2 | P3 | PP | NO | NS |
| ----------------- | --- | -------------------- | ------ | ------ | -- | -- | -- | -- | -- | -- |
| 1                 | 0   | Lewis Hamilton       | 14     | 97     | 3  | 5  | 3  | 4  | 1  | -  |
| 2                 | 0   | Fernando Alonso      | 14     | 95     | 4  | 3  | 3  | 2  | 3  | -  |
| 3                 | 0   | Kimi Räikkönen       | 14     | 84     | 4  | 2  | 3  | 3  | 5  | 2  |
| 4                 | 0   | Felipe Massa         | 14     | 77     | 3  | 3  | 2  | 5  | 5  | 2  |
| 5                 | 0   | Nick Heidfeld        | 14     | 56     | -  | 1  | 1  | -  | -  | 2  |
| 6                 | 0   | Robert Kubica        | 13     | 33     | -  | -  | -  | -  | -  | 2  |
| 7                 | 0   | Heikki Kovalainen    | 14     | 22     | -  | -  | -  | -  | -  | -  |
| 8                 | 0   | Giancarlo Fisichella | 14     | 17     | -  | -  | -  | -  | -  | 2  |
| 9                 | +1  | Nico Rosberg         | 14     | 15     | -  | -  | -  | -  | -  | 2  |
| 10                | −1  | Alexander Wurz       | 14     | 13     | -  | -  | 1  | -  | -  | 3  |
| 11                | 0   | Mark Webber          | 14     | 10     | -  | -  | 1  | -  | -  | 5  |
| 12                | 0   | David Coulthard      | 14     | 8      | -  | -  | -  | -  | -  | 7  |
| 13                | 0   | Jarno Trulli         | 14     | 7      | -  | -  | -  | -  | -  | 4  |
| 14                | 0   | Ralf Schumacher      | 14     | 5      | -  | -  | -  | -  | -  | 4  |
| 15                | 0   | Takuma Satō          | 14     | 4      | -  | -  | -  | -  | -  | 3  |
| 16                | 0   | Jenson Button        | 14     | 2      | -  | -  | -  | -  | -  | 5  |
| 17                | 0   | Sebastian Vettel     | 5      | 1      | -  | -  | -  | -  | -  | 1  |
| 18                | 0   | Rubens Barrichello   | 14     | -      | -  | -  | -  | -  | -  | 1  |
| 19                | 0   | Scott Speed          | 10     | -      | -  | -  | -  | -  | -  | 7  |
| 20                | 0   | Anthony Davidson     | 14     | -      | -  | -  | -  | -  | -  | 3  |
| 21                | +2  | Vitantonio Liuzzi    | 14     | -      | -  | -  | -  | -  | -  | 7  |
| 22                | −1  | Adrian Sutil         | 14     | -      | -  | -  | -  | -  | -  | 5  |
| 23                | −1  | Christijan Albers    | 9      | -      | -  | -  | -  | -  | -  | 4  |
| 24                | 0   | Sakon Yamamoto       | 4      | -      | -  | -  | -  | -  | -  | 1  |
| Niesklasyfikowani |     |                      |        |        |    |    |    |    |    |    |
| -                 |     | Markus Winkelhock    | 1      | -      | -  | -  | -  | -  | -  | 1  |
| P                 | +/− | Kierowca             | Starty | Punkty | P1 | P2 | P3 | PP | NO | NS |

### Konstruktorzy
| P  | +/− | Konstruktor        | Starty | Punkty | P1 | P2 | P3 | PP | NO | NS |
| -- | --- | ------------------ | ------ | ------ | -- | -- | -- | -- | -- | -- |
| 1  | +1  | Ferrari            | 28     | 161    | 7  | 5  | 5  | 8  | 10 | 4  |
| 2  | +1  | BMW Sauber         | 28     | 90     | -  | 1  | 1  | -  | -  | 4  |
| 3  | +1  | Renault            | 28     | 39     | -  | -  | -  | -  | -  | 2  |
| 4  | +1  | Williams-Toyota    | 28     | 28     | -  | -  | 1  | -  | -  | 5  |
| 5  | +1  | Red Bull-Renault   | 28     | 18     | -  | -  | 1  | -  | -  | 12 |
| 6  | +1  | Toyota             | 28     | 12     | -  | -  | -  | -  | -  | 8  |
| 7  | +1  | Super Aguri-Honda  | 28     | 4      | -  | -  | -  | -  | -  | 6  |
| 8  | +1  | Honda              | 28     | 2      | -  | -  | -  | -  | -  | 6  |
| 9  | +1  | Toro Rosso-Ferrari | 28     | -      | -  | -  | -  | -  | -  | 15 |
| 10 | +1  | Spyker-Ferrari     | 28     | -      | -  | -  | -  | -  | -  | 11 |
| 11 | −10 | McLaren-Mercedes   | 28     | -      | 7  | 8  | 6  | 6  | 4  | -  |
| P  | +/− | Konstruktor        | Starty | Punkty | P1 | P2 | P3 | PP | NO | NS |

### Prowadzenie w wyścigu
| Nr                              | Kierowca       | Okrążenia          | Suma |
| ------------------------------- | -------------- | ------------------ | ---- |
| 6                               | Kimi Räikkönen | 1-15, 17-31, 33-44 | 42   |
| 5                               | Felipe Massa   | 16, 32             | 2    |
| \| Wykres \| \| ------ \| \| \| |                |                    |      |
| Wykres                          |                |                    |      |
|                                 |                |                    |      |